# Терек (город)
Те́рек (кабард.-черк.  Тэрч къалэ) — город в Кабардино-Балкарской Республике Российской Федерации. Административный центр Терского района. Образует городское поселение Терек.

## Этимология
Название города происходит от одноименной реки — Терек

## География

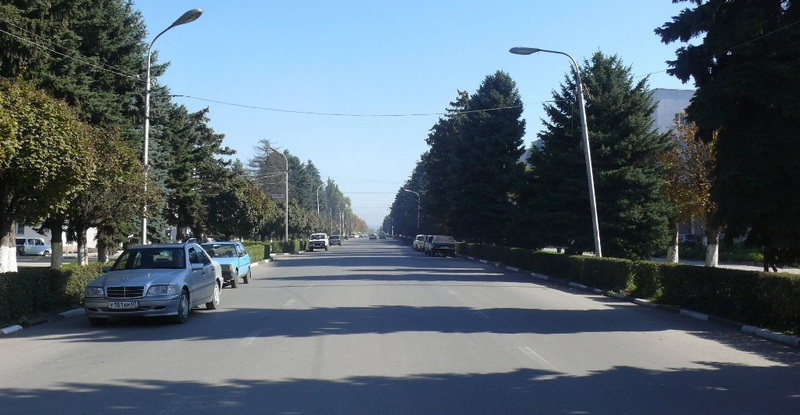
Центральная улица города

Город расположен в западной части Терского района, на правом берегу реки Терек. Находится в 53 км  (по автодороге) к востоку от города Нальчик.
Площадь территории городского поселения составляет 8,83 км². Протяжённость города с севера на юг составляет — 5 км, с запада на восток — 3 км.
Граничит с землями населённых пунктов: Арик на севере, Дейское на востоке, Интернациональное и Александровская на западе.
Населённый пункт расположен в предгорной зоне республики, на наклонной Кабардинской равнине. Рельеф местности представляет собой относительно ровные территории с бугристыми возвышенностями на западе и на севере. Средние высоты на территории муниципального образования составляют 255 метров над уровнем моря.
Гидрографическая сеть представлена рекой Терек. Долина реки занята густыми приречными лесами. К северу от города расположены каскады малых каналов, предназначенных для орошения сельскохозяйственных угодий района. К северу от города расположен лесной массив — Арикские Дубки.
Климат влажный умеренный. с тёплым летом и прохладной зимой. Среднегодовая температура воздуха составляет около +10,5°С, и колеблется от средних +22,5°С в июле, до средних −2,0°С в январе. Среднесуточная температура воздуха колеблется от −5°С до +10°С зимой, и от +16°С до +30°С летом. Минимальные температуры зимой крайне редко отпускаются ниже −12°С, летом максимальные температуры достигают +35°С. Среднегодовое количество осадков составляет около 650 мм. Основная часть осадков выпадает в период с апреля по июнь. Основные ветры — восточные и северо-западные.

## История
Датой основания города Терек считается 1876 год, когда в эксплуатацию была введена новая железнодорожная станция Муртазово. Новая станция была образована на землях кабардинских дворян Муртазовых, в честь которых она и получила своё название. В то время обслуживающий персонал станции размещался всего лишь в трёх жилых зданиях. Спустя годы, вокруг станции начали образовываться другие жилые и хозяйственные строения, а также небольшие частные заведения.
В 1920 году состоялся окружной съезд Советов Малой Кабарды, по результатам заседания которого было решено выстроить новый населённый пункт у станции. По выработанному плану, новый населённый пункт должен был стать окружным центром Малой Кабарды. Тогда же окружным съездом было выбрано название Терек, для нового населённого пункта.
Первоначально и за этим населённым пунктом предполагалось сохранить название Муртазово. Но по мере укрепления советской власти в обществе возобладало стремление переименовывать населённые пункты, носившие имена кабардинских княжеских и дворянских родов. В итоге поселение было названо в честь реки Терек, на правом берегу которой и стало обстраиваться.
В 1935 году Тереку был присвоен статус посёлка городского типа. В 1945 году — статус рабочего посёлка.
В годы Великой Отечественной войны в конце 1942 года, посёлок несколько недель был оккупирован немецкими войсками. Освобожден в начале января 1943 года.
В августе 1967 года был опубликован Указ Президиума Верховного Совета РСФСР о преобразовании посёлка Терек в город районного подчинения. В нём был образован горсовет.
В 1992 году Терский горсовет был реорганизован и преобразован в Терскую городскую администрацию. В 2005 году Терская городская администрация была преобразована в муниципальное образование, со статусом городского поселения.

## Население
| 1959    | 1970    | 1979    | 1989    | 1992    | 1998    | 2000    | 2002    | 2003    | 2005    |
| ------- | ------- | ------- | ------- | ------- | ------- | ------- | ------- | ------- | ------- |
| 6647    | ↗10 422 | ↗12 335 | ↗16 559 | ↗17 800 | ↗18 500 | →18 500 | ↗20 255 | ↗20 300 | ↘20 100 |
| 2006    | 2007    | 2008    | 2009    | 2010    | 2011    | 2012    | 2013    | 2014    | 2015    |
| ↘19 900 | ↘19 800 | →19 800 | ↗19 843 | ↘19 170 | ↗19 200 | ↗19 273 | ↗19 329 | ↗19 446 | ↘19 442 |
| 2016    | 2017    | 2018    | 2019    | 2020    | 2021    | 2023    | 2024    | 2025    |         |
| ↘19 426 | ↗19 449 | ↗19 489 | ↗19 494 | ↗19 539 | ↗19 948 | ↗19 990 | ↗20 068 | ↗20 154 |         |

На 1 января 2025 года по численности населения город находился на 654-м месте из 1124 городов Российской Федерации.
Плотность — 1679.5 чел./км².
Национальный состав
По данным Всероссийской переписи населения 2010 года:
| Народ      | Численность, чел. | Доля от всего населения, % |
| ---------- | ----------------- | -------------------------- |
| кабардинцы | 16 376            | 85,5 %                     |
| русские    | 1 917             | 10,0 %                     |
| осетины    | 219               | 1,1 %                      |
| другие     | 658               | 3,4 %                      |
| всего      | 19 170            | 100,00 %                   |

По итогам переписи населения 2020 года проживали следующие национальности (национальности менее 1 % и другое, см. в сноске к строке «Другие»):
| Национальность | Численность, чел. | Доля     |
| -------------- | ----------------- | -------- |
| Кабардинцы     | 17 411            | 87,29 %  |
| Русские        | 1 237             | 6,20 %   |
| Черкесы        | 655               | 3,28 %   |
| Другие         | 645               | 3,23 %   |
| Итого          | 19 948            | 100,00 % |

Поло-возрастной состав населения
По данным Всероссийской переписи населения 2010 года:
| Возраст     | Мужчины, чел. | Женщины, чел. | Общая численность, чел. | Доля от всего населения, % |
| ----------- | ------------- | ------------- | ----------------------- | -------------------------- |
| 0 — 14 лет  | 1743          | 1765          | 3508                    | 18,3 %                     |
| 15 — 59 лет | 6107          | 6993          | 13 100                  | 68,3 %                     |
| от 60 лет   | 908           | 1654          | 2562                    | 13,4 %                     |
| Всего       | 8758          | 10 412        | 19 170                  | 100,0 %                    |

Мужчины — 8758 чел. (45,7 %). Женщины — 10 412 чел. (54,3 %).
Средний возраст населения — 35,5 лет. Медианный возраст населения — 33,6 лет.
Средний возраст мужчин — 33,6 лет. Медианный возраст мужчин — 31,2 лет.
Средний возраст женщин — 37,0 лет. Медианный возраст женщин — 35,8 лет.

## Органы местного самоуправления
Структуру органов местного самоуправления городского поселения составляют:
- Исполнительно-распорядительный орган — Местная администрация городского поселения Терек. Состоит из 15 человек.
- Представительный орган — Совет местного самоуправления городского поселения Терек. Состоит из 17 депутатов, избираемых на 5 лет.

Адрес администрации городского поселения Терек: город Терек, ул. Канкошева, 20.

## Образование
| Образовательное учреждение                                | Тип учреждения      | Адрес              |
| Современная Гуманитарная Академия (филиал в городе Терек) | высшее              | ул. Ленина, 25     |
| Государственное профессионально-техническое училище № 18  | среднее специальное | ул. Бесланеева, 2  |
| МКОУ Лицей № 1                                            | среднее             | ул. Лермонтова, 74 |
| МКОУ СОШ № 2                                              | среднее             | ул. Пушкина, 119   |
| МКОУ СОШ № 3                                              | среднее             | ул. Панагова, 114  |
| МКОУ СОШ № 4                                              | среднее             | ул. Терская, 98    |
| Республиканская кадетская школа интернат № 3              | основное общее      | ул. Фанзиева, 6    |
| Прогимназия № 1                                           | начальное           | ул. Панагова, 118  |
| Прогимназия № 2                                           | начальное           | ул. Бесланеева, 3А |
| Детский Сад № 3 «Нур»                                     | начальное           | ул. Канкошева, 51  |
| Дошкольное отделение № 4                                  | начальное           | ул. Ногмова, 7     |
| Дошкольное отделение № 5                                  | начальное           | ул. Фанзиева, 10   |

## Здравоохранение

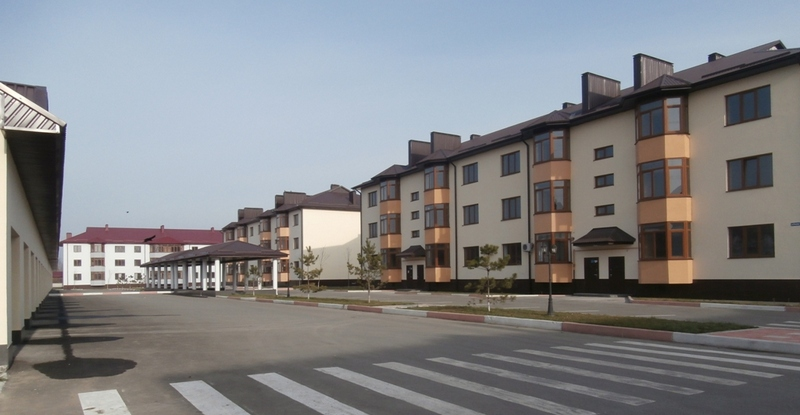
Район новостроек города

- Районная больница — ул. Панагова, 110.
- Районная поликлиника — ул. Фанзиева, 8.
- Районный стоматологический центр — ул. Ленина, 22.
- Центр лабораторной диагностики — ул. Ленина, 53.

## Культура
- Музей посвященный истории и культуре исторической области — Малая Кабарда (Джылахъстэней)
- Районный дом культуры
- Районная библиотека
- Городской дворец культуры
- Спортивно-оздоровительные комплексы
- Адыгэ Хасэ

## Религия
В городе действуют 4 мечети:
- РМО «Джэннэт» — ул. Гоголя, 19.
- РМО «Ислам» — ул. Первая, 6.
- РМО «Рамадан» — ул. Кирова, 162.
- РМО «Таухид» — ул. Пушкина, 125.

## Транспорт

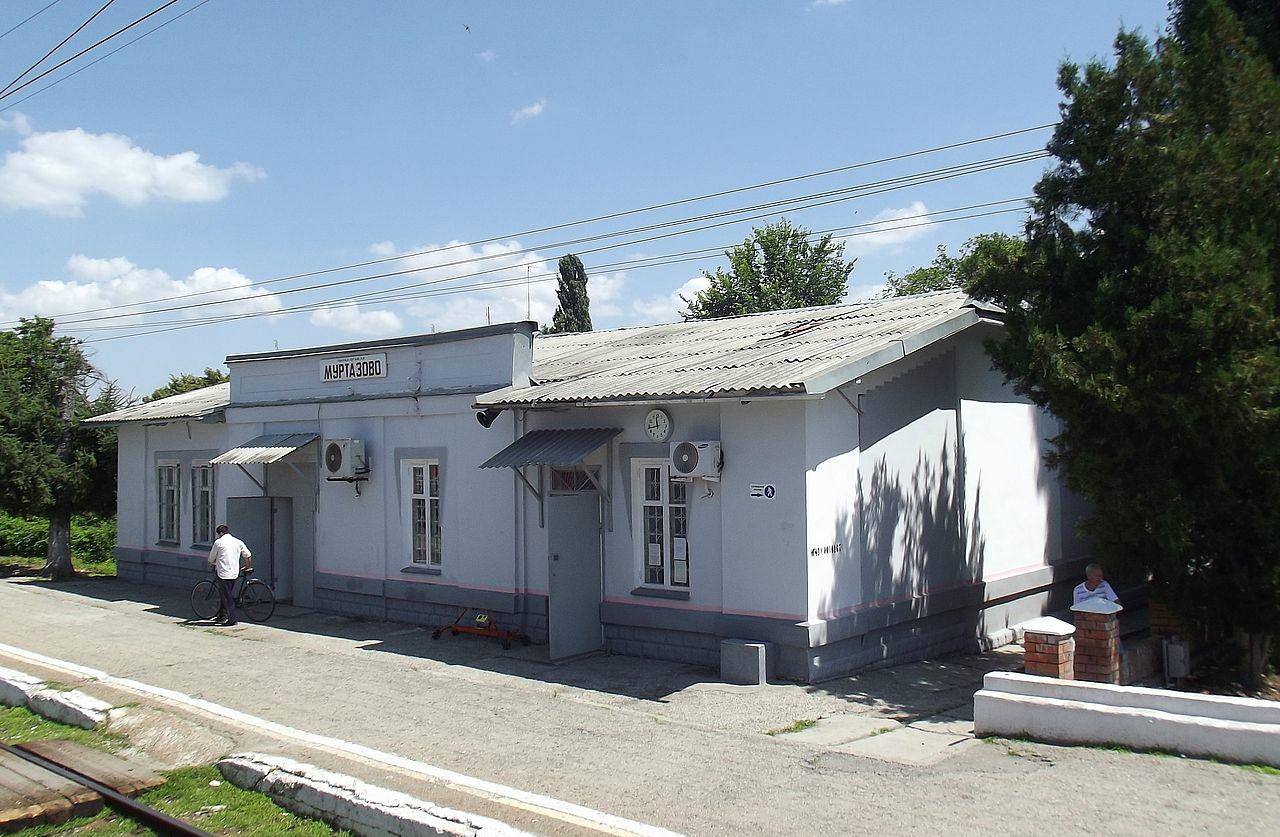
Станция Муртазово

В городе имеется железнодорожная станция Муртазово Северо-Кавказской железной дороги, расположенное на линии Котляревская — Беслан.
Также через город проходят автодороги регионального значения Р-290 и Р-292.

## Экономика
Из наиболее крупных предприятий на территории города функционируют:
- Завод алмазного инструмента АО «Терекалмаз»
- ООО «Кристалл-Терек»
- ООО «Консервпром»
- Терский консервный завод
- Элеватор
- Швейная фабрика "БТК групп"

Из них 1 предприятие относится к категории «средних» предприятий (АО «Терекалмаз»), остальные — к категории «малых». 

## Известные уроженцы
- Купшинов Виталий Юрьевич род. 25.05.1974 г., неизвестный широкому кругу общественный деятель, Родившиеся в Тереке:
- Умершие в Тереке: